# Tornerò (cântec)
Tornerò este cântecul cu care artistul Mihai Trăistariu a reprezentat România la concursul Eurovision în anul 2006, în Grecia, la Atena.

## Tornero
- Muzica
  - Eduard Cârcotă și Mihai Trăistariu
- Text
  - Cristian Hriscu Badea
- Album
  - Tornero
- Anul apariției
  - 2006
- Case de discuri
  - Warner Brothers - Scandinavia (pentru Suedia, Finlanda, Norvegia, Danemarca), Planet Works ( pentru Grecia, Cipru), Jupiter Records (pentru Germania, Austria, Elveția), Vale Music (pentru Spania, Portugalia), Roton (pentru România, Rep. Moldova), Template Records (pentru Malta).

## Clasamente
- Finlanda (Finnish Top 20)[2]- 8 (1 Week)
- Suedia (Sverigetopplistan)-21 (Weeks 14)